# Ebro Foods
Ebro Foods SA (ehemals Ebro Puleva SA) ist der größte spanische Lebensmittelhersteller mit Sitz in Madrid. Das Unternehmen ist an der Madrider Börse unter dem Kürzel EBRO gelistet. Ebro Foods gehört zu den größten Reisproduzenten und ist der zweitgrößte Nudelhersteller weltweit.
Im Jahr 2014 erwirtschaften rund 4.500 Mitarbeiter einen Umsatz von 2,12 Milliarden Euro. Größte Aktionäre sind Instituto Hispanico del Arroz und die Familie Hernández mit jeweils 15,72 %.

## Geschichte

### Gründung und frühe Geschichte
Das Unternehmen Ebro Puleva entstand im Jahr 2000 durch eine Fusion der Azucarera Ebro Agrícolas und Puleva. Der bisherige Eigentümer Südzucker verkaufte Ebro Puleva Anfang 2004.
Zur Verbesserung der Marktstellung in Frankreich erwarb Ebro Puleva 2005 den Nudelhersteller Panzani. Die Stellung im nordamerikanischen Markt verbesserte Ebro Puleva im Jahr 2006 durch den Erwerb des Pastaproduzenten New World Pasta für 362,5 Millionen Dollar. In Deutschland stärkte Ebro Puleva 2007 seine Marktstellung im Marktsegment Nudeln durch den Erwerb des Marktführers Birkel Teigwaren GmbH für 30 Millionen Euro. Am deutschen Nudelmarkt hat Birkel einen Marktanteil von 18 %.

### Verschlankungsstrategie

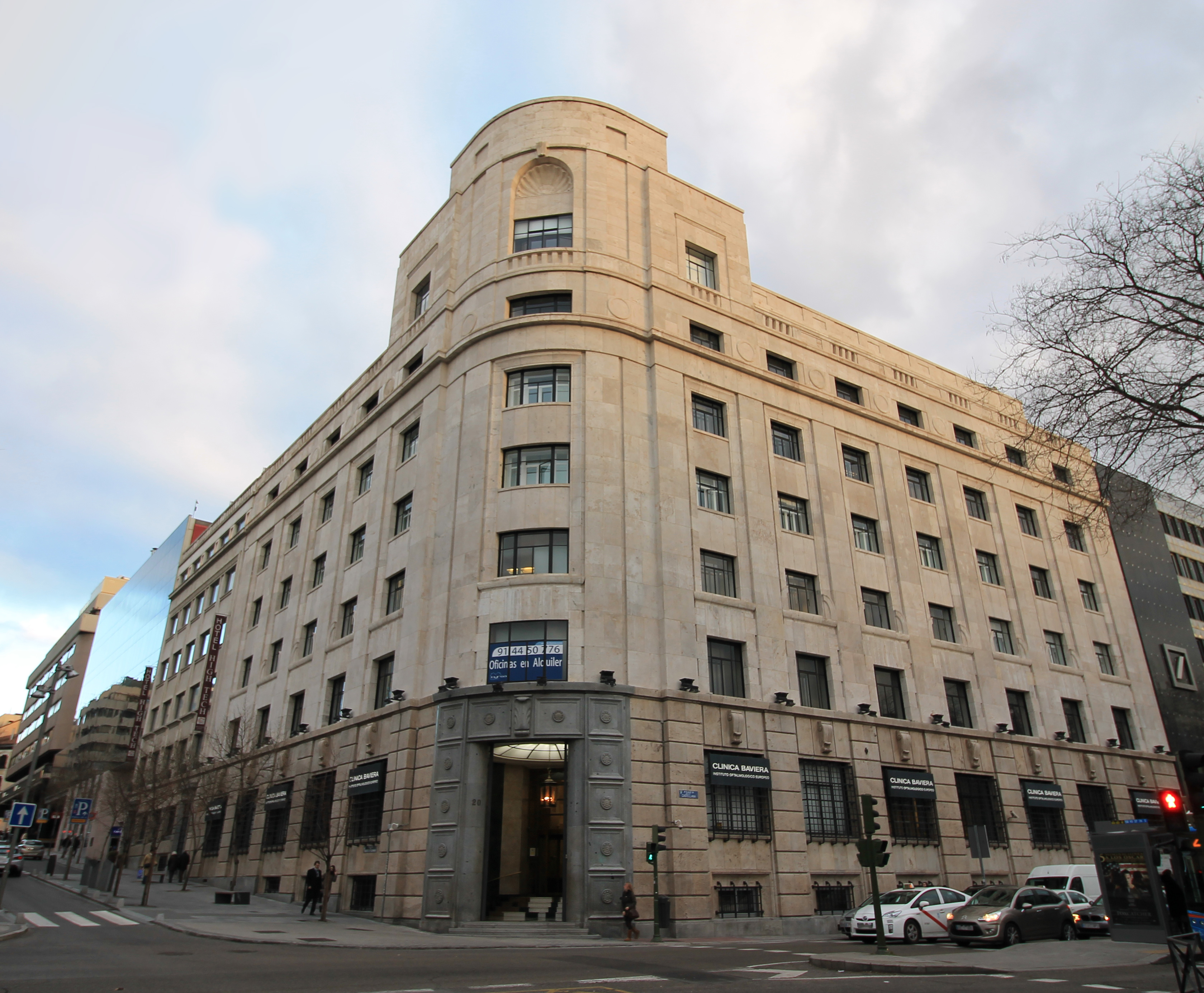
Unternehmenszentrale (Madrid).

Ende 2008 verkaufte Ebro Puleva seine Zuckersparte Azucarera Ebro, mit 50 % Marktanteil in Spanien dort der größte Anbieter, für 385 Millionen Euro an das britische Unternehmen British Sugar, das sich im Besitz von Associated British Foods befindet. Der Handel war am 16. Dezember 2008 abgeschlossen. Ebenso verkaufte es im September 2009 seine Beteiligung an der Firma Biocarburantes de Castilla y León an Abengoa. Dies war im Jahr 2000 zu 50 % von beiden Unternehmen für die Entwicklung einer Biokraftstoffaktivität durch die Bioethanolanlage in Babilafuente (Salamanca) gebildet worden, die seit 2006 in Betrieb ist.
Außerdem verkaufte Ebro 2010 seine Milchsparte Puleva Foods für 630 Millionen Euro an den französischen Hersteller Lactalis. Damit setzte Ebro Puleva seine Verschlankungsstrategie auf Nudeln und Reis weiter fort. Die Sparte erzielte im Jahr 2009 einen Umsatz von 444 Millionen Euro.
Mit dem Erwerb des größten australischen Reisproduzenten Ricegrowers Ltd für 610 Millionen AUS-Dollar wollte Ebro Foods im Jahr 2011 seine Stellung im Reismarkt verstärken. Durch die Ablehnung der australischen Behörden und der Aktionäre wurde die Übernahme abgesagt.
Im Zuge von Umstrukturierungen innerhalb der deutschen Gesellschaften im Jahr 2011 wurden bei der Birkel Teigwaren GmbH zwei Standorte geschlossen und die Verwaltung nach Hamburg verlegt. Die Produktion verblieb in Mannheim. Zum 1. Januar 2014 wurde die Birkel Teigwaren an den italienischen Hersteller von Pasta, Backwaren sowie Molkereiprodukten Newlat Group verkauft.
Im Juni 2014 erwarb Ebro Foods 52 % des italienischen Nahrungsmittelproduzenten Pastificio Lucio Garofalo, S.p.A.

## Marken
Das Markenportfolio von Ebro Foods umfasst 59 Marken in über zwei Dutzend Ländern. Der Fokus liegt auf Europa und Nordamerika.
| - Abu Bint - Adolphus - American Beauty - Arotz - Arroz SOS - Blue Ribbon - Bossto - Boss - Brillante - Carolina Rice | - Casi - Catelli - China Town - Comet - Creamette - Double Phoenix - El mago - Garofalo - Giovanni Panzani - Gourmet House | - La Fallera - La Gigala - Lancia - Lassie - Light’n’Fluffy - Lustucru - Mahatma - Minute - Miura - No Yolks | - Olivieri - Oryza - P&R Procino-Rossi - Panzani - Peacock - Prince - Reis-Fit - Riceland - Risella - Ris-fix | - River - Rocio - Ronzoni - Russo de Cicciano - Saludaes - San Giorgio - Santa Lucia - Sello Rojo - Skinner - Splendor | - Success Rice - Sundari - Sunrich - Taureau Ailé - Wacky Mac - Water Maid |

## Beteiligungen
Das Unternehmen Ebro Foods ist an mehr als zwanzig weiteren Unternehmen weltweit beteiligt.
- Puleva Biotech,[3][5]
- Herba (Spanien)
  - Herba Puerto Rico (Puerto Rico)
  - Herba Rice India (Indien)
  - Herba Ricemills, S.L.U. (Spanien)
- Carmecita (Spanien)
- Azucarera Ebro (Spanien)
- Arrozeiras Mundiarroz (Portugal)
- Boost Nutrition C.V. (Belgien)
- Danrice D.K. (Dänemark)
- Ebro North America Riviana & New World Pasta (USA)
  - New World Pasta
- Euryza Reis GmbH (Deutschland)
- Fundacion Ebro (Spanien)
- Mundiriso S.R.L. (Italien)
- Mundiriz, S.A. (Marokko)
- Panzani S.A.S (Frankreich)
- Riceland Magyarorszag KFT (Ungarn)
- Risella OY (Finnland)
- Riso Scotti (Italien)
- S&B Herba Foods, Ltd. (Großbritannien)